# Paratarsotomus sabulosus
Paratarsotomus sabulosus (паратарзотомус пісковик) — вид кліщів родини Anystidae, підродини Erythracarinae.
Вид уперше згадано з континентальної Італії, відзначено також додатково з Італії, Німеччини та України (Otto, 1999). За ревізією Отто (Otto, 1999) встановлено типовий матеріал (голотип та два паратипи) з Австрії. В Україні відомий з Київської, Миколаївської, Херсонської областей за зборами з поверхні ґрунту та злакової рослинності в місцях, де є оголена глиниста чи піщана поверхня з розрідженою дерниною. Зустрічається також на гранітних відшаруваннях з бідною трав’янистою рослинністю (Погребняк, 2009)  .